# 康科德鎮區 (北卡羅萊納州蘭道夫縣)
康科德鎮區（英語：Concord Township）是位於美國北卡羅萊納州蘭道夫縣的一個鎮區。

## 地方資料
康科德鎮區的面積為131.83平方千米，皆為陸地。根據2020年美國人口普查的數據，當地共有人口3072人，而人口密度為每平方千米23.3人。